# Gonzalo Carneiro
Gonzalo Rodrigo Carneiro Méndez (ur. 12 września 1995 w Montevideo) – urugwajski piłkarz występujący na pozycji napastnika, od 2023 roku zawodnik Nacionalu.
Jego wuj Marcelo Zalayeta również był piłkarzem. W 2019 roku został zawieszony na rok po wykryciu w jego organizmie niedozwolonej substancji (benzoiloekgonina) podczas kontroli antydopingowej.